# Премія Стіґа Шедіна

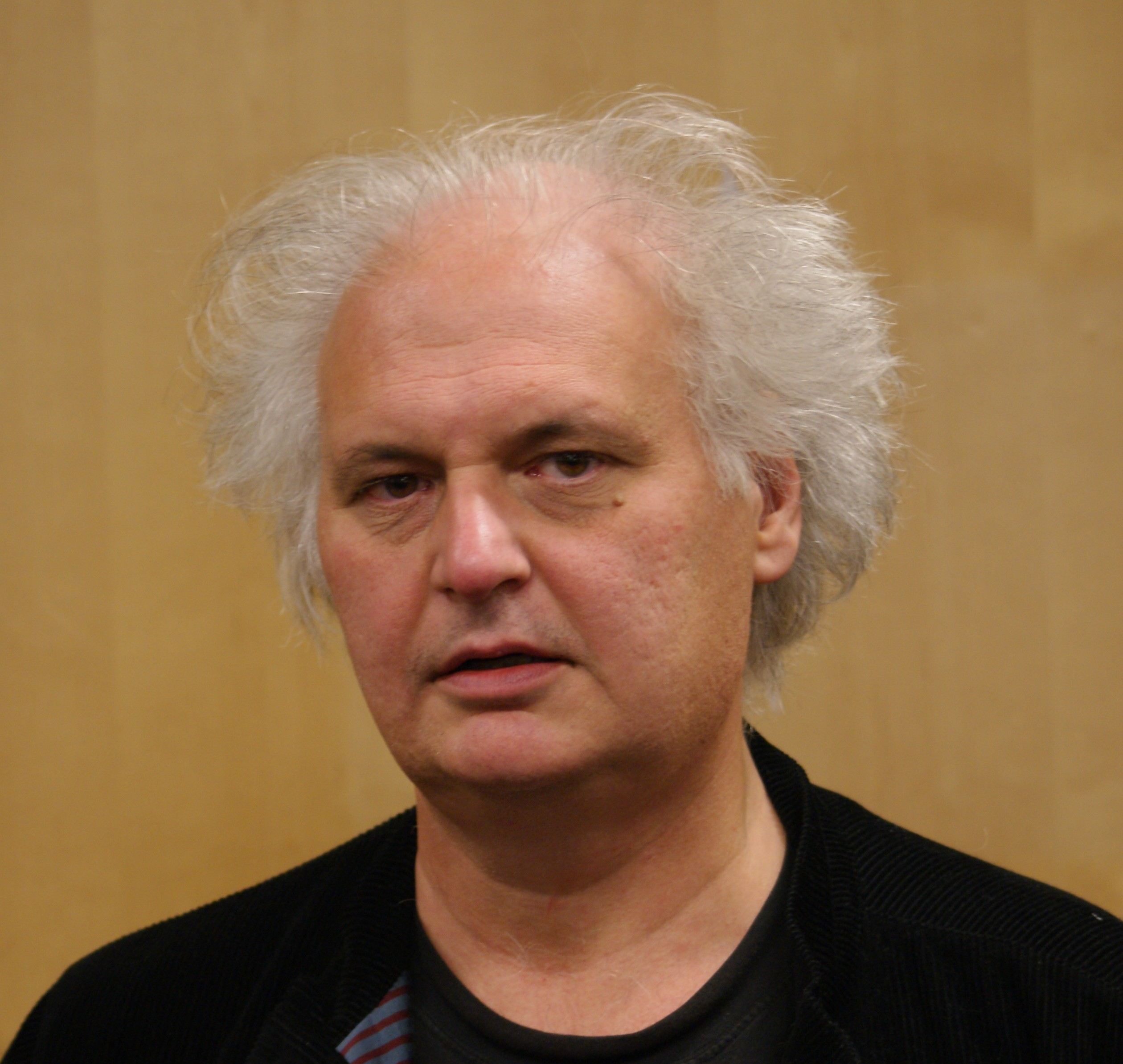
Єран Ґрейдер, лауреат 1997 року

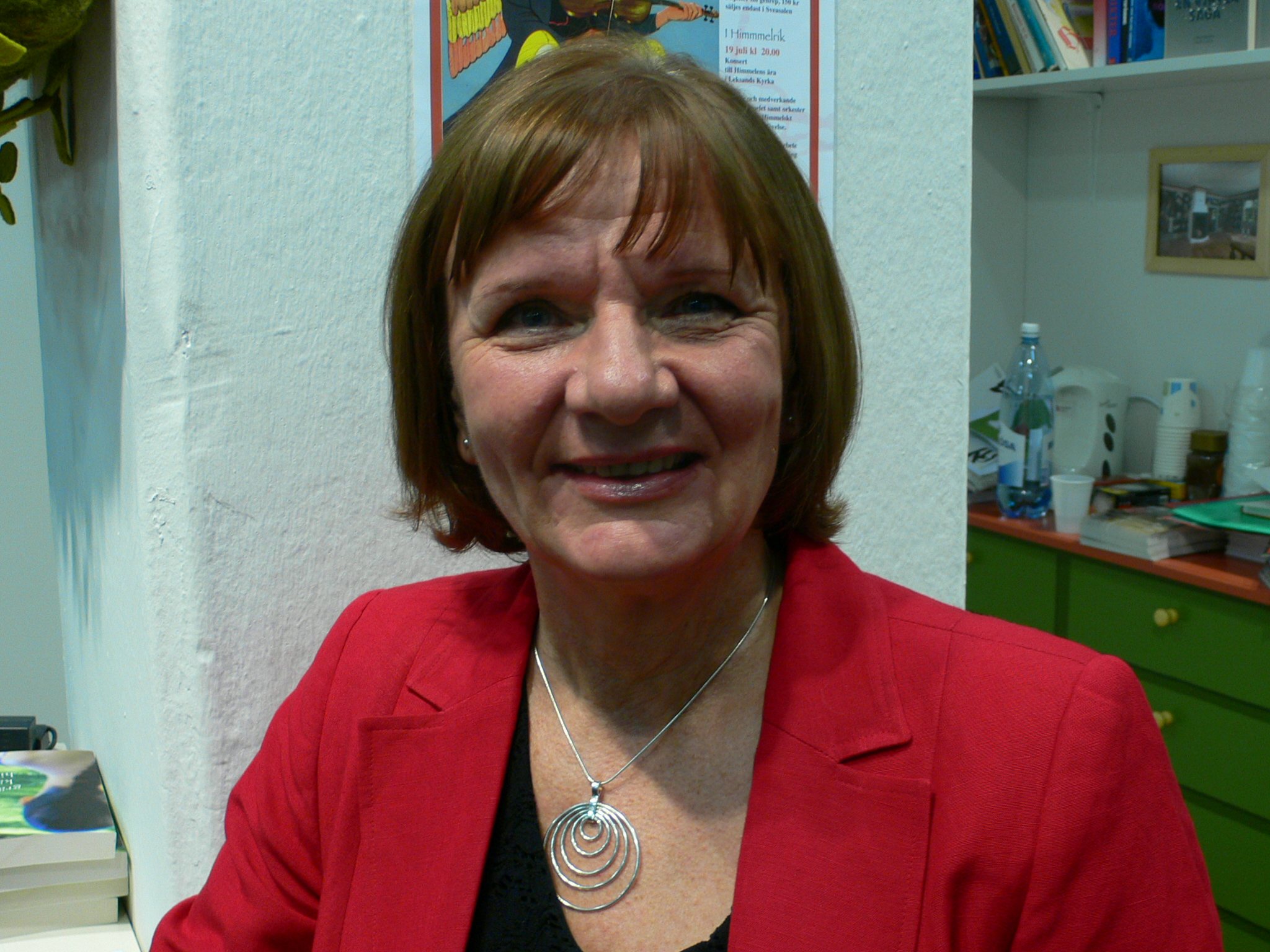
Айно Труселль, лауреатка 2004 року

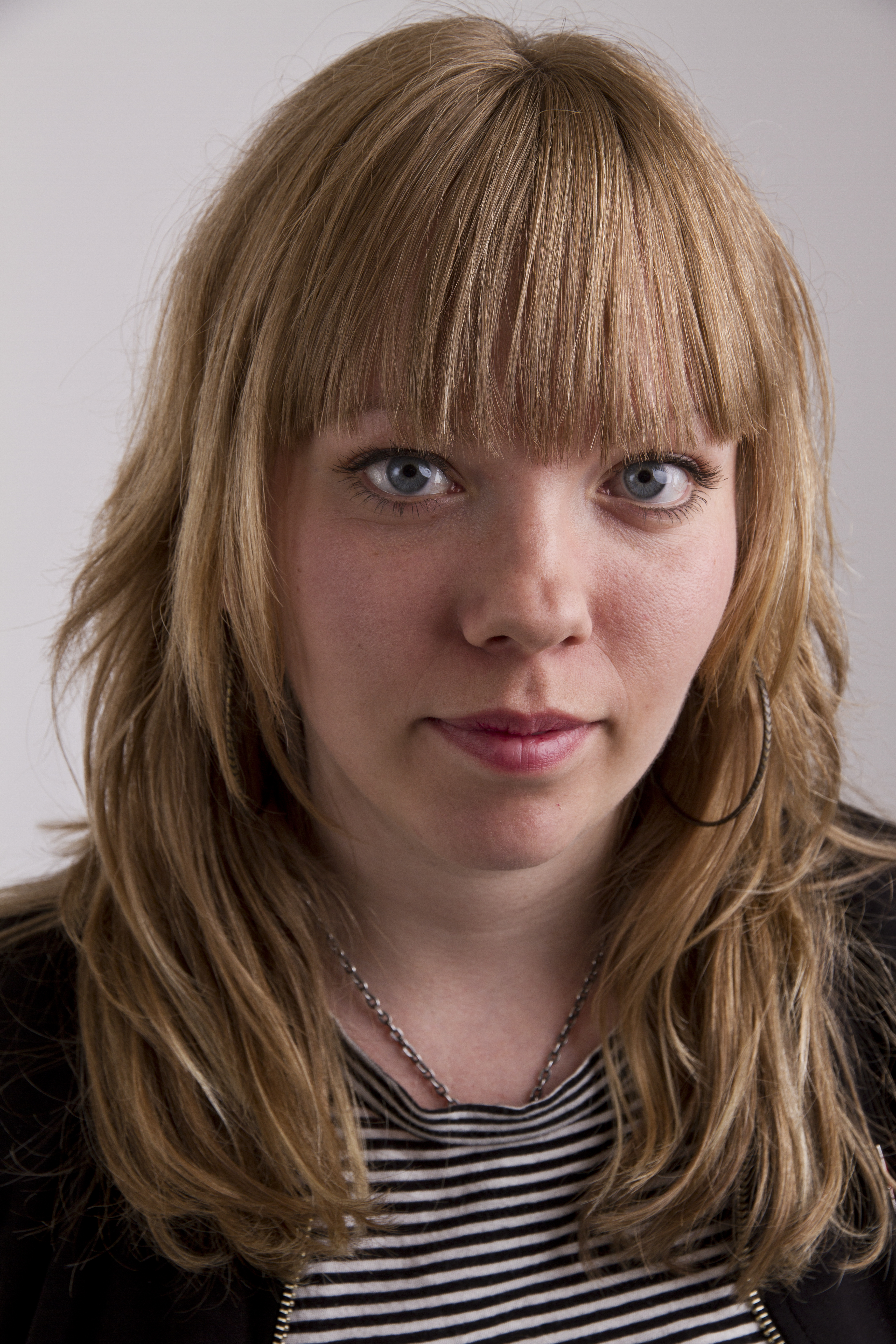
Єнні Вранґборг, лауреатка 2010 року

Пре́мія Сті́ґа Ше́діна (швед. Stig Sjödinpriset) — це шведська літературна нагорода, яку з щороку журі від засновників — Товариства Стіґа Шедіна, Народного університету в Руне і профспілок комунального господарства, металургійної, лісової й деревообробної промисловостей — присуджує пролетарським письменникам. Грошовий еквівалент премії, заснованої 1996 року, становить 40 000 шведських крон. Її назвали на честь шведського письменника Стіґа Шедіна.

## Лауреати
- 1997 — Єран Ґрейдер
- 1998 — Сара Лідман
- 1999 — Фредрік Екелунд
- 2000 — Тоні Самуельссон
- 2001 — Єста Фріберг
- 2002 — Клес Андерссон
- 2003 — Бернт-Улоф Андерссон
- 2004 — Айно Труселль
- 2005 — Мікаель Віге
- 2006 — Челль Ерікссон
- 2007 — Еміль Єнсен
- 2008 — Уве Алланссон
- 2009 — Малін Клінґзелль-Брулін
- 2010 — Єнні Вранґборг
- 2011 — Юганнес Анюру
- 2012 — Ейя Хетеківі Ульссон
- 2013 — Анна Єргенсдоттер, Гелена Родберг, Кароліна Турелль[2]
- 2014 — Джейсон Діакітес[3]
- 2015 — Лена Калленберг[4]
- 2016 — Маттіас Алькберг